# Аннетт Салмін
Аннетт Салмін (англ. Annette Salmeen, 7 грудня 1974) — американська плавчиня.
Олімпійська чемпіонка 1996 року.
Призерка літньої Універсіади 1995 року.